# Wystawienie ciała św. Bonawentury
Wystawienie ciała św. Bonawentury (hiszp. Exposición del cuerpo de San Buenaventura) – obraz Francisco de Zurbarána z 1629 znajdujący się w kolekcji Luwru.
Zurbarán otrzymał zamówienie na cztery obrazy poświęcone świętemu Bonawenturze. W 1810 na polecenie króla Józefa Bonaparte dzieła zostały wywiezione z Sewilli i obecnie znajdują się w różnych muzeach.
Święty Bonawentura zmarł podczas obrad II soboru lyońskiego. Obraz ukazuje jego ciało leżące na ubogich marach przykrytych lśniącą złotem draperią. Wokół zmarłego malarz przedstawił sześciu franciszkanów. Dwóch spośród nich modli się, dwóch rozmawia, a pozostali trwają w zadumie. Po lewej stronie obrazu stoją król Aragonii Jakub I Zdobywca, papież Grzegorz X i biskup Lyonu. Twarz zmarłego kontrastuje z otaczającymi go twarzami żywych. Mocnym akcentem barwnym jest czerwony kapelusz kardynalski leżący na nogach Bonawentury.